# ロドニー・アイオナ
ロドニー・エセキア・アイオナ （Rodney Esekia Iona、1991年8月17日 - ）は、オーストラリア生まれのラグビーユニオン選手。アメリカ合衆国のニューオーリンズ・ゴールドに所属し、サモア代表資格を持つ。

## 経歴
オーストラリアのメルボルン生まれ、メルボルン郊外キーズボロー（Keysborough）のチャンドラー高校（Chandler High School）出身。
2011年、首都キャンベラにあるブランビーズのアカデミーに通いながら、タガーラノン・バイキングス（Tuggeranong Vikings）に2016年まで加入した。
2013年、ブランビーズで出場した世界クラブセブンズ選手権（2013 World Club 7s）で優勝し、シンガポールで開催された世界クラブ10人制トーナメントにも出場した。
2014年、スーパーラグビーでのワラターズ戦との対戦に出場、15人制でのブランビーズ公式戦デビューを果たす。
2014年から2016年まで、オーストラリア国内選手権（National Rugby Championship）では、キャンベラ・バイキングス（Canberra Vikings）として15回出場。2015年、ブランビーズから1年間のフルタイム契約を得た。
2016年7月、フランスのラグビー・プロD2のASベジエ・エローに加入。最初のシーズンで18試合に出場。2017年のシーズンでは4試合目に首の怪我を負い、その後、スペインのディビシオン・デ・オノール・デ・ラグビーのUEサンボイアナに移籍した。
2018年6月9日、パシフィックネーションズカップ2018においてサモア代表としてフィジー戦に出場、初キャップを得た。
2019年11月、イングランドRFUチャンピオンシップのジャージー・レッズ（チャンネル諸島）に加入。
その後オーストラリアに戻り、メルボルン・ライジング（Melbourne Rising）やブランビーズに所属した。
2022年9月から、アメリカ合衆国のニューオーリンズ・ゴールドに所属。